# ねこずらしの!!「ねこ戻し」
ねこずらしの!!「ねこ戻し」（ねこずらしのねこもどし）は、インターネットテレビ番組のGyaOジョッキーで放送されているトークバラエティ番組。2007年3月5日に番組開始。番組名については、GyaOジョッキー内で表示されている名前となっている。

## 概要
バカリズム（升野英知）が送るバラエティ番組。2007年4月から隔週月曜日、22時～23時に生放送。内容は、バカリズムがお題や視聴者からの質問にひたすらボケた回答を行っていく。毎回、「名乗るほどのものではない」を理由として、番組中に芸名と番組名を定期的に変更していく。しかしなぜか女性という妙な設定がある（放送中に女性らしい格好をしている事や女性のような口調で喋ることはない）。

## 出演者
- バカリズム

## コーナー
芸名と番組名の募集毎回、「名乗るほどのものではない」を理由として、番組中に芸名と番組名を募集する。
昔話元々存在する昔話を題材にして、ストーリーを面白く改変していく。
時計外し(ハメ)タイム単に時計を外す(はめる)だけだが、チャットでは盛り上がる。チャットでは常に時計外し(ハメ)にやらせ疑惑やCG疑惑の声が絶えない。

### 芸名と番組名
- 第1回放送（2007年3月5日） 芸名：8分吉田、番組名：10分でチン!
- 第2回放送（2007年3月19日）芸名：ねこずらし、番組名：ねこ戻し
- 第3回放送（2007年4月9日） 芸名：なし、番組名：まもなくめちゃ乳（芸名については、チャットのコメントで「芸名はない方向で」を採用した為に、芸名はないことに決定した）
- 第4回放送（2007年4月23日） 芸名：5、番組名：お風呂ターイム
- 第5回放送（2007年5月15日） 芸名：ひみこくん、番組名：やまたいこくん
- 第7回放送（2007年6月5日） 芸名：山田太郎、番組名：スーパー太郎ワールド
- 第8回放送（2007年6月19日） 芸名：ちょっちゅねー蔵、番組名：そっすねー

### 昔話
- 第4回放送（2007年4月23日）から作成開始。第5回放送（2007年5月15日）にて完成

タイトル：ツレの大切さ（桃太郎を題材に作成）
昔々、藤岡宏とツレがおりました。藤岡宏はココイチにカレー狩りに、ツレはATMにお金を下ろしに行きました。ツレがATMでお金を下ろしていると、大きなフェミニーナ軟膏がナニンブラコッコ、ナニンブラコッコと流れてきてツレは持ち帰りました。そして藤岡宏とツレが、フェミニーナ軟膏を食べようと切ってみると、なんと中から元気な個人情報が飛び出してきました。個人情報を藤岡宏とツレは、チャコと名づけました。チャコはすくすく育ち、ある日大きくなってチャコは言いました。「感動した!」ツレにキビを作ってもらうと多摩川に行きました。旅の途中でキビコレクターに出会いました。「チャコさんお腰につけたキビ、くださいな」キビコレクターはキビを貰いチャコのお供になりました。チャコはその後、前田吟とソニンにも出会い、キビをあげて仲間にし、ついに多摩川へ。多摩川では、藤岡宏とツレが村から盗んだ宝物やご馳走を並べて、酒盛りの真っ最中でした。
- 第7回放送（2007年6月5日）から作成開始。

タイトル：なし（浦島太郎を題材に作成）
昔々、あるところにマイク真木という鬼が住んでいました。ある日、マイク真木が海岸を歩いていると、女子高生が餅を飲んでいる所に出くわしました。可哀そうに思い、マイク真木は女子高生に、「貸せ!!」と言いました。しかし女子高生は一向に止めてはくれません。そこで、マイク真木は持っていたわずかばかりのいやらしい形の大根を渡して、餅を飲むのを止めさせました。すると、女子高生は止めさせてくれた御礼に「チャッカマン工場に連れて行きましょう。」と言いました。マイク真木は女子高生の背中に跨りました。マイク真木と女子高生は、あっという間にチャッカマン工場に着きました。奥に案内すると、ポンチョを着たブスが出迎えてくれました。マイク真木は歓迎され、忍者や奥さんの忍法や料理を見ながら、たくさんのご馳走を食べてしばらく楽しい時を過ごしました。何日か過ぎると、マイク真木は女子高生が食べていた餅が恋しくなり、マイク真木は「○○（次回への宿題）」とポンチョを着たブスに言いました。（未完）

## 主な出来事
- アーカイブの芸名と番組名は、最終的に付けられた名前が採用される傾向だが、2007年3月5日放送分について、芸名に上からNGが出たので、3回目の名前が採用されていた。
- 2007年4月以降、過去のアーカイブがすべて閲覧できるようになったため、芸名と番組名は、ジョッキーページ内で、「ねこずらしの!!「ねこ戻し」」に統一されている。
- 第6回放送（2007年5月29日）では、バカリズムが欠席の為、パッション屋良と星野卓也が代役を務めていた。
- 「ねこずらし」はシティーボーイズライブの中に同様の台詞がある。（出典？）